# كونور شيهان
كونور شيهان (بالإنجليزية: Connor Sheehan)‏ هو لاعب كرة قدم باهاماسي في مركز الوسط، ولد في 7 يونيو 1987 في ناساو في باهاماس. شارك مع منتخب الباهاما لكرة القدم.

## وصلات خارجية
- كونور شيهان على موقع قاعدة بيانات كرة القدم.إي يو (الإنجليزية)
- كونور شيهان على موقع ناشيونال فوتبول تيمز (الإنجليزية)